# Plácido Yáñez
Plácido Yáñez (La Paz, Virreinato del Perú; 1813 - La Paz, Bolivia; 23 de noviembre de 1861) fue un militar y político boliviano. Su figura pasó a la historia de Bolivia como el principal autor intelectual de las matanzas del Loreto o Yáñez ocurridas el 23 de octubre de 1861.
Plácido Yáñez nació el año 1813 en la ciudad de La Paz. Como mucho jóvenes de su edad, se enlistó en el ejército de Bolivia el año 1828 siendo un jovenzuelo de apenas 15 años de edad. Participó en las diferentes campañas militares de Bolivia, durante los gobiernos de Andrés de Santa Cruz y José Ballivián Segurola, escalando en la carrera militar grado a grado hasta llegar al rango de coronel.
Yáñez se retiró del ejército durante los gobiernos de los presidentes Manuel Isidoro Belzú y Jorge Córdova. Cabe mencionar que la causa de su retirada se debió a que durante ese tiempo, Yáñez fue perseguido políticamente y judicialmente por estos gobiernos, cuestión que lo llevó a guardar un gran rencor con todos aquellos partidarios y simpatizantes "belcista" (seguidores de Manuel Isidoro Belzú).
El 27 de septiembre de 1857, durante la batalla de Cochabamba, Yáñez comandó las tropas cochabambinas junto a Mariano Melgarejo, ambos bajo el mando de José María Linares. La cruenta batalla terminó con el derrocamiento del presidente Jorge Córdova.
Con la subida a la presidencia de Bolivia de José María Linares en 1857, Yáñez se incorpora nuevamente en el ejército en donde pasa a comandar un batallón
El 23 de octubre de  1861, fue el principal actor intelectual de las matanzas de Yáñez o Loreto donde murieron cerca de 70 personas asesinadas en una sola noche. El 23 de noviembre de 1861 (un mes después) Plácido Yáñez murió alcanzado por una bala mientras huía por un tejado. El cadáver de Plácido Yáñez luego fue cruelmente vejado por una furiosa turba paceña que se vengó de la matanza que este había llevado a cabo.